# Walter Lüdde-Neurath
Walter Lüdde-Neurath (ur. 15 czerwca 1914, w Huningue, zm. 24 października 1990 w Garmisch-Partenkirchen) –  niemiecki oficer marynarki wojennej Kriegsmarine. Wojnę zakończył w stopniu Korvettenkapitän (komandor podporucznik). Był młodszym bratem niemieckiego dyplomaty Kurta Luedde-Neurath.

## Życiorys
Wstąpił do służby w 1933 roku, a w 1936 roku został mianowany oficerem. Podczas II wojny światowej pełnił funkcję adiutanta admirała Karla Dönitza, naczelnego dowódcy Kriegsmarine, a po śmierci Adolfa Hitlera – prezydenta i głowy państwa Niemiec.

### II wojna światowa.
W okresie grudzień 1942 – styczeń 1943 był dowódcą torpedowca Mewa. W okresie od kwietnia 1944 do czerwca 1944 był dowódcą niszczyciela Z4 Richard Beitzen. Od września 1944 roku był adiutantem naczelnego dowódcy marynarki wojennej Karla Dönitza. Po tym, jak 30 maja 1945 r. Dönitz objął urząd prezydenta Rzeszy, Ludde-Neurath zachował swoje stanowisko.  W ostatnich miesiącach wojny Lüdde-Neurath towarzyszył Dönitzowi, dokumentując wydarzenia związane z upadkiem III Rzeszy. Swoje doświadczenia z tego okresu opisał w książce Regierung Dönitz: Die letzten Tage des Dritten Reiches.

### Po II wojnie światowej
Odzyskał wolność 1 lipca 1947. Od 1970 roku był członkiem zarządu Dyckerhoff Zementwerke AG. W 1977 roku przeszedł na emeryturę.